# Dysidea villosa
Dysidea villosa är en svampdjursart som först beskrevs av Lendenfeld 1886.  Dysidea villosa ingår i släktet Dysidea och familjen Dysideidae. Inga underarter finns listade i Catalogue of Life.